# Équipe du Paraguay féminine de volley-ball
L'équipe du Paraguay féminine de volley-ball est composée des meilleures joueuses paraguayennes sélectionnées par la Fédération paraguayenne de volley-ball (Federación Paraguaya de Voleibol, FPV). Elle est classée actuellement au 120e rang de la FIVB au 24 juin 2022.

## Palmarès
- Championnat d'Amérique du Sud
  - Finaliste : 1964
  - Troisième : 1967